# Aeroporto di Nižnij Novgorod-Strigino V. P. Čkalov
L'Aeroporto di Nižnij Novgorod-Strigino V. P. Čkalov (in russo Аэропорт Стри́гино имени В. П. Чкалова?) è un aeroporto internazionale situato a 15 km ad ovest di Nižnij Novgorod, in Russia europea.

## Storia
- 15 luglio 1923 - viene effettuato il primo volo di linea sulla rotta Mosca - Nižnij Novgorod.
- 1939 - inaugurazione della prima pista aeroportuale dell'aeroporto di Strigino.
- 1992 - riorganizzazione del Distaccamento Aereo Unito di Nižnij Novgorod con la creazione della società di gestione a partecipazione pubblica Aeroporto Nižnij Novgorod.
- 2003 - privatizzazione della società statale con la creazione della Società per azioni Aeroporto Internazionale Nižnij Novgorod (in russo: ОАО Международный Аэропорт Нижний Новгород).
- Gennaio - agosto 2012 - all'aeroporto di Nižnij Novgorod sono transitati 468.700 passeggeri superando le previsioni più ottimistiche di crescita fissate per il 2014 e superando la cifra di 461.400 passeggeri raggiunta dallo scalo nel 2011. La crescita del traffico ha indotto la società a rivedere il progetto del nuovo Terminal in corso di realizzazione, aumentando la sua capacità di transito da 600 a 814 passeggeri/ora.[2]
- 11 settembre 2012 - 500.000 passeggeri sono transitati all'aeroporto di Nižnij Novgorod dall'inizio del 2012 per la prima volta dopo il 1993, quando la soglia di 564.224 passeggeri transitati in un anno all'aeroporto è stata raggiunta per l'ultima volta.[3]
- Gennaio - marzo 2013 - all'aeroporto di Nižnij Novgorod hanno transitato 160.700 passeggeri, il 37,1% in più rispetto allo stesso periodo dell'anno precedente. La crescita maggiore di traffico passeggeri è stata osservata sui voli per Egitto (100%), Emirati Arabi Uniti (+65,6%), Armenia (+63%) e Surgut (+58,2%).[4]
- 1º agosto 2013 - l'aeroporto di Nižnij Novgorod ha registrato il transito di 500.000 passeggeri dall'inizio dell'anno, il 28,3% in più rispetto allo stesso giorno del 2012.[5]
- Nel 2021 l'aeroporto è stato intitolato all'aviatore Valerij Pavlovič Čkalov, in seguito a un sondaggio fra i residenti svoltosi negli anni precedenti.

## Strategia
L'aeroporto di Nižnij Novgorod è uno scalo d'emergenza principale per gli aeroporti moscoviti Domodedovo, Vnukovo e Šeremet'evo.
L'aeroporto attualmente offre ai passeggeri una rete di voli di linea nella Russia europea e nella Siberia. Inoltre, dall'aeroporto di Strigino sono effettuati numerosi voli charter verso i paesi dell'Europa, del Medio Oriente e dell'Asia centrale e sud-orientale.

## Terminal
Nel 2014 è stato ampliato il Terminal Passeggeri storico dell'aeroporto di Strigino aumentando la sua capacità da 350 a 600 passeggeri/ora e sono iniziati i lavori di realizzazione del nuovo Terminal Passeggeri progettato dalla britannica Hintan Associates.
Il 30 aprile 2016 è stato inaugurato il nuovo Terminal Passeggeri dell'aeroporto di Nižnij Novgorod che si sviluppa su una superficie totale di 27.800 m², con la capacità progettuale di 1,5 milioni di passeggeri/anno (circa 800 passeggeri/ora).

## Dati tecnici
L'aeroporto di Nižnij Novgorod è dotato di tre piste attive. Le due piste principali (18R/36L, 18L/36R) sono state attrezzate con PAPI, radiofari NDB, gli Outer Marker e i Middle Marker. La terza pista (15/33) è attrezzata per gli aerei da trasporto regionale. Le due piste aeroportuali principali corrispondono alla I categoria meteo dell'ICAO.
Le piste dell'aeroporto sono aperte 24 ore al giorno.
L'aeroporto è equipaggiato per la manutenzione e l'atterraggio/decollo degli aerei: Airbus A310, Airbus A319/A320/A321, Antonov An-12, Antonov An-24, Antonov An-26, Antonov An-28, Antonov An-32, Antonov An-72, Antonov An-74, Antonov An-148, ATR 42, ATR 72, Boeing 737, Boeing 757, Boeing 767, Bombardier CRJ-100/CRJ-200, Embraer EMB 120, Fokker F100, Pilatus PC-12, Tupolev Tu-154, Tupolev Tu-204, Tupolev Tu-214, Ilyushin Il-62M, Ilyushin Il-76, Ilyushin Il-114, Let L 410, Sukhoi Superjet 100, Yakovlev Yak-40, Yakovlev Yak-42 e degli elicotteri di tutti i tipi.
L'aeroporto dispone di 43 posti di parcheggio per gli aerei di medie e grandi dimensioni.

## Collegamenti con Nižnij Novgorod
L'aeroporto è facilmente raggiungibile dal centro di città con le linee n.11 del trasporto pubblico municipale oppure con le linee т–29, т–46 del trasporto pubblico privato. Il tempo di percorrenza dalla periferia della città è di 20-30 minuti, l'intervallo tra le corse degli autobus è di 10-15 minuti.

## Servizi
Le strutture dell'aeroporto di Strigino comprendono:
- Biglietteria con sportello
- Punto informazioni e prenotazione
- Banca e cambiavalute
- Capolinea autolinee, interscambio autobus, taxi
- Bar e fast food
- Polizia di frontiera
- Dogana
- Shopping e duty free
- Edicola
- Ufficio postale
- Telefono pubblico
- Servizi Igienici
- Farmacia
- Ambulatorio medico e veterinario